# Sylvain Beuf

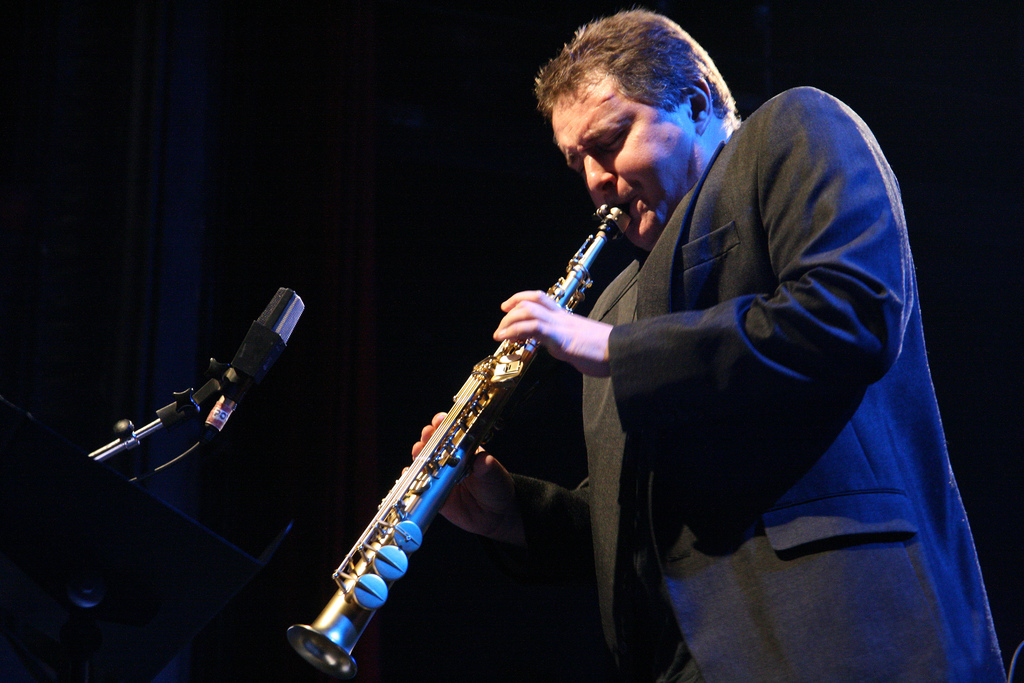
Sylvain Beuf in einem Konzertprojekt von Jean-Pierre Como (2006)

Sylvain Beuf (* 6. April 1964 in Paris) ist ein französischer Jazz-Saxophonist, Komponist und Arrangeur.

## Leben und Wirken
Beuf hatte zuerst eine klassische Ausbildung an der École nationale de Musique d'Orsay (wo er 1984 eine Goldmedaille in Saxophon und Kammermusik erhielt), studierte dann Jazz an der CIM School of Jazz in Paris mit Abschluss als CA in Jazz. 1987 begann er als professioneller Musiker zu arbeiten. Er spielte z. B. mit der Gérard Badini Bigband („Mr. Swing meets Claude Debussy“ 1991, Mantra), Aldo Romano, Martial Solal, Daniel Humair, dem André Ceccarelli Quartett, der Gruppe „Océan“ und René Urtreger. 1993 nahm er seine erste Platte („Impro Primo“ u. a. mit Bojan Z.) auf; 1997 spielte er im Quartett Ocean mit Isabelle Olivier, Benoît Dunoyer de Segonzac und Antoine Banville. Beuf spielt regelmäßig mit seinem Trio und Quintett (u. a. mit Manuel Rocheman) auf französischen und auch außereuropäischen Festivals und hat auch mehrere Alben mit seinen Gruppen veröffentlicht (u. a. „Soul Notes“ 2001 bei Naïve). 2001 realisierte er die Produktion „Octovoice“ mit einem Trio und Gesangsquintett im Kulturzentrum von Athis-Mons, die er 2004 auch als Album herausbrachte (auf dem Label Naïve, mit Emmanuel Bex und Louis Moutin). Es folgten 2002 „L´approche tellurique“ für Jazz-Sextett und 2003 „Vocalys“ für Gesangsensemble und Orchester. 2004 realisierte er in Kiew sein Werk „Paris-Kiev Express“, 2007 folgte das Album „Mondes Parallèles“.
Er spielt Alt-, Sopran- und Tenorsaxophon, Flöte und Klarinette. Beuf unterrichtet am CIM, am Konservatorium des 9. Arrondissements von Paris, an dem er eine Big Band leitet, in Lisieux und gibt Master-Klassen.

## Preise und Auszeichnungen
Beuf erhielt 1994 den Django d’Or als bestes Nachwuchstalent (für sein erstes Album „Impro Primo“) und 1993 den Prix Django Reinhardt. Im Jahr 2000 wurde er mit Les Victoires de la Musique (dem französischen Gegenstück zum Echo) als Nachwuchs-Jazz-Talent 2000 ausgezeichnet.

## Diskographische Hinweise
- André Ceccarelli, Antonio Faraò, Sylvain Beuf, Thomas Bramerie: Live Sunside Session (Cristal Records, 2008)
- Sylvain Beuf, Michel Perez, Diego Imbert: Triple Entente (Trebim Music, 2015)
- Sylvain Beuf: Plénitude (2015)
- Laurent Bonnot, Franck Agulhon, Manu Codjia, Pierre de Bethmann, Pierrick Pédron, Sylvain Beuf: Black Lion (Jazz Family, 2018)
- Antonio Faraò, Sylvain Beuf, Thomas Bramerie, André Ceccarelli: ASTA passers of time (Bonsaï Music, 2019)